# Lanester Handball
Maillots
Actualités
Le Lanester HB est un club français de handball basé à Lanester évoluant en Nationale 1 Fédérale (troisième division) chez les messieurs et en Nationale 2 (quatrième division) chez les féminines.

## Histoire
Le Lanester Handball est né en 1989 de la fusion de deux clubs de Lanester, les Enfants du Plessis et le Foyer Laïque.

## Bilan par saison

### Équipe masculine
| Saison    | Division      | Rang                 | Phase finale                   | Coupe de France    |
| --------- | ------------- | -------------------- | ------------------------------ | ------------------ |
| 2001-2002 | 5 Nationale 3 | 7e, poule 2          | -                              | 3e tour            |
| 2002-2003 | 5 Nationale 3 | 1er, poule 2         | ?                              | 32e de finale      |
| 2003-2004 | 4 Nationale 2 | 6e, poule 2          | -                              | Pas de compétition |
| 2004-2005 | 4 Nationale 2 | 5e, poule 2          | -                              | 32e de finale      |
| 2005-2006 | 4 Nationale 2 | 1er/14 - poule 2     | Quarts de finale               | 64e de finale      |
| 2006-2007 | 3 Nationale 1 | 7e/14 - poule 1      | -                              | 64e de finale      |
| 2007-2008 | 3 Nationale 1 | 5e/14 - poule 1      | -                              | 16e de finale      |
| 2008-2009 | 3 Nationale 1 | 4e/14 poule 1        | -                              | 32e de finale      |
| 2009-2010 | 3 Nationale 1 | 7e/14 - poule 1      | -                              | 32e de finale      |
| 2010-2011 | 3 Nationale 1 | 7e/14 - poule 1      | -                              | 64e de finale      |
| 2011-2012 | 3 Nationale 1 | 11e/14 - poule 1     | -                              | 64e de finale      |
| 2012-2013 | 3 Nationale 1 | 10e/14 - poule 1     | -                              | 2e tour            |
| 2013-2014 | 3 Nationale 1 | 7e/12 - poule 2      | -                              | 32e de finale      |
| 2014-2015 | 3 Nationale 1 | 7e/12 - poule 2      | -                              | 32e de finale      |
| 2015-2016 | 3 Nationale 1 | 8e/12 - poule 2      | -                              | 3e tour            |
| 2016-2017 | 3 Nationale 1 | 3e/8 - poule 1       | 1er/12 - poule 1 de relégation | 32e de finale      |
| 2017-2018 | 3 Nationale 1 | 2e/8 - poule 1       | 7e/8 - poule accession         | 16e de finale      |
| 2018-2019 | 3 Nationale 1 | 3e/8 - poule 1       | 3e/12 - poule 1 de relégation  | 4e tour            |
| 2019-2020 | 3 Nationale 1 | 3e/12 - poule 2      | -                              | 64e de finale      |
| 2020-2021 | 3 Nationale 1 | Saison annulée       | -                              | Non qualifié       |
| 2021-2022 | 3 Nationale 1 | 1er/12 - poule 2     | Quart de finale                | Non qualifié       |
| 2022-2023 | 3 Nationale 1 | 12e/14 - poule élite | -                              | Non qualifié       |

Légende : 3, 4, 5 : niveau de la compétition.

### Équipe féminine
| Saison    | Division      | Rang             | Coupe de France |
| --------- | ------------- | ---------------- | --------------- |
| 2016-2017 | 5 Nationale 3 | 2e/12            | 32e de finale   |
| 2017-2018 | 5 Nationale 3 | 3e/12            | Tour 2          |
| 2018-2019 | 4 Nationale 2 | 1re/12 - poule 2 | Tour 1          |
| 2019-2020 | 3 Nationale 1 | 11e/12 - poule 1 | Tour 1          |
| 2020-2021 | 4 Nationale 2 | Saison annulée   | Non qualifié    |
| 2021-2022 | 4 Nationale 2 | 7e/12 - poule 3  | Non qualifié    |
| 2022-2023 | 4 Nationale 2 | 9e/12 - poule 2  | Non qualifié    |

Légende : 3, 4, 5 : niveau de la compétition.